# Die Trixis
Die Trixis ist ein Kinderchor aus Wanne-Eickel, der durch zahlreiche Auftritte mit Stars der deutschsprachigen Schlagerszene bekannt wurde. 
Die Trixis wurden im Jahr 1964 von der aus Gelsenkirchen-Buer stammenden Beatrix Zschech gegründet. Bekannt wurde der Chor in den 1980er-Jahren durch die gemeinsamen Auftritte mit der Schweizer Sängerin und Moderatorin Paola Felix, unter anderem bei der ZDF-Hitparade und Zum Blauen Bock. Gemeinsam erreichten sie mehrere Charterfolge. Sie sangen mit dem Volksmusiker Heino und anderen Schlagerstars wie Lena Valaitis, Heidi Brühl, Nicole, Roy Black, Max Greger oder Jürgen Marcus. 2015 ware sie bei Immer wieder sonntags zu sehen,

## Diskografie

### Singles
- 1980: Motorboy
- 1980: Der Teufel und der junge Mann
- 1981: Bei Uns Zu Haus Im Kohlenpott
- 1982: Es Schneit
- 1982: Peter Pan
- 1985: Stell Dir Vor... / Wintertage (mit German Melody)
- 1994: Straße der Lieder
- 1998: Mit dem Fahrrad in die Sonne

### Alben
- 1981: Paola und die Trixis: Frohe Weihnachten (CBS)
- 1993: Die schönsten Weihnachtslieder mit den Trixis (Karussel)